# Listă de pitice albe
Aceasta este o listă de pitice albe notabile.

## Listă

### Primele descoperite
Acestea au fost primele pitice albe descoperite.
| Caracteristici                                        | Stea         | Data descoperirii | Date                                                                       | Comentarii                                                                | Note  | Referințe   |
| ----------------------------------------------------- | ------------ | ----------------- | -------------------------------------------------------------------------- | ------------------------------------------------------------------------- | ----- | ----------- |
| Prima descoperită                                     | Sirius B     | 1852              | sistemul Sirius                                                            | Sirius B este cea mai apropiată pitică albă (din 2005)                    |       | [ 1 ] [ 2 ] |
| Prima descoperită într-un sistem binar                | Sirius B     | 1852              | sistemul Sirius                                                            | Sirius B este cea mai apropiată pitică albă (din 2005)                    |       | [ 1 ] [ 2 ] |
| Primul sistem binar constituit din pitice albe        | LDS 275      | 1944              | sistemul L 462-56                                                          |                                                                           |       | [ 3 ]       |
| Prima pitică solitară                                 |              |                   |                                                                            |                                                                           |       |             |
| Prima pitică albă descoperită într-un sistem planetar |              |                   |                                                                            |                                                                           |       |             |
| Prima pitică albă cu planetă                          | WD B1620-26  | 2003              | PSR B1620-26 b (planetă)                                                   | Este o planetă circumbinară, care înconjoară ambele stele în PSR B1620-26 |       | [ 4 ] [ 5 ] |
|                                                       |              |                   | În 2013, nicio planetă care orbitează o pitică albă nu fusese descoperită. |                                                                           | [ 6 ] |             |
| Prima pitică albă care este un pulsar                 | AR Scorpii A | 2016              |                                                                            | Steaua este într-un sistem binar cu o pitică roșie.                       |       | [ 7 ]       |

### Extreme
Acestea sunt pitice albe, despre care se știe că se încadrează în aceste condiții.
| Caracteristici                             | Stea                                 | Data descoperirii | Date                               | Comentarii                                                                                  | Note                          | Referințe          |
| ------------------------------------------ | ------------------------------------ | ----------------- | ---------------------------------- | ------------------------------------------------------------------------------------------- | ----------------------------- | ------------------ |
| Cea mai apropiată                          | Sirius B                             | 1852              | 8,6 ly (2,6 pc)                    | Sirius B este, de asemenea, prima pitică albă descoperită.                                  | Vezi și: #Cele mai apropiate. | [ 1 ] [ 2 ]        |
| Cea mai îndepărtată                        | SN UDS10Wil progenitor               | 2013              | z=1.914                            | SN Wilson este o supernovă de tip Ia, al cărei progenitor este o pitică albă.               |                               | [ 8 ] [ 9 ] [ 10 ] |
| Cea mai îndepărtată                        |                                      |                   |                                    |                                                                                             |                               |                    |
| Cea mai bătrână                            | WD 0346+246 SDSS J110217.48+411315.4 | 2012              | 12 Gy (la egalitate)               |                                                                                             |                               |                    |
| Cea mai tânără                             | SDSS J0003+0718                      | 2011              | ~13 My                             | estimare provizorie                                                                         |                               |                    |
| Cu cea mai înaltă temperatură a suprafeței | RX J0439.8−6809                      | 2015              | 250.000 K (250.000 °C; 450.000 °F) | Această stea este situată în haloul galactic al Căii Lactee, în Marele Nor al lui Magellan. |                               | [ 11 ] [ 12 ]      |
| Cea mai scăzută temperatură a suprafeței   | PSR J2222-0137 B                     | 2014              | 3,000 K (2,700 C°, 4,892 F°)       |                                                                                             |                               | [ 13 ]             |
| Cea mai luminoasă                          |                                      |                   |                                    |                                                                                             |                               |                    |
| Cea mai puțin luminoasă                    | PSR J2222-0137 B                     | 2014              | prea slabă pentru a o observa      |                                                                                             |                               |                    |
| Aparent cea mai strălucitoare              | Sirius B                             | 1852              | 8.44 (V)                           |                                                                                             |                               |                    |
| Aparent cea mai puțin strălucitoare        | PSR J2222-0137 B                     | 2014              | prea slabă pentru a o observa      |                                                                                             |                               |                    |
| Cea mai masivă                             | RE J0317-853                         | 1998              | 1.35 M☉                            |                                                                                             |                               |                    |
| Cea mai puțin masivă                       | SDSS J091709.55+463821.8             | 2007              | 0.17 M☉                            |                                                                                             |                               |                    |
| Cea mai voluminoasă                        | Z Andromedae                         |                   | 0.265±0.095 R☉                     |                                                                                             |                               |                    |
| Cea mai mică                               | GRW +70 8247                         |                   | 0.005 R☉                           |                                                                                             |                               |                    |

### Cele mai apropiate
| Stea              | Distanță           | Comentarii                                                                                 | Note | Referințe                 |  |
| ----------------- | ------------------ | ------------------------------------------------------------------------------------------ | ---- | ------------------------- |  |
| Sirius B          | 8,58 ly (2,63 pc)  | Sirius B este, de asemenea, prima pitică albă descoperită. Este parte a sistemului Sirius. |      | [ 1 ] [ 2 ] [ 14 ] [ 15 ] |  |
| Procyon B         | 11,43 ly (3,50 pc) | Parte a sistemului Procyon                                                                 |      | [ 14 ] [ 15 ]             |  |
| van Maanen's Star | 14,04 ly (4,30 pc) |                                                                                            |      | [ 14 ] [ 15 ]             |  |
| GJ 440            | 15,09 ly (4,63 pc) |                                                                                            |      | [ 14 ]                    |  |
| 40 Eridani B      | 16,25 ly (4,98 pc) | Parte a sistemului 40 Eridani                                                              |      | [ 14 ] [ 15 ]             |  |
| Stein 2051 B      | 18,06 ly (5,54 pc) | Parte a sistemului Stein 2051                                                              |      | [ 14 ] [ 15 ]             |  |
| LP 44-113         | 20,0 ly (6,1 pc)   |                                                                                            |      | [ 15 ]                    |  |
| G 99-44           | 20,9 ly (6,4 pc)   |                                                                                            |      | [ 15 ]                    |  |
| L 97-12           | 25,8 ly (7,9 pc)   |                                                                                            |      | [ 15 ]                    |  |
| Wolf 489          | 26,7 ly (8,2 pc)   |                                                                                            |      | [ 15 ]                    |  |

| Stea     | Data  | Distanță        | Comentarii                                  | Note | Referințe   |  |
| -------- | ----- | --------------- | ------------------------------------------- | ---- | ----------- |  |
| Sirius B | 1852— | 8,6 ly (2,6 pc) | Sirius B este prima pitică albă descoperită |      | [ 1 ] [ 2 ] |  |